# Hroznová Lhota
Hroznová Lhota är en ort och en kommun i regionen Södra Mähren i sydöstra Tjeckien. Den ligger cirka 250 kilometer sydöst om huvudstaden Prag. Hroznová Lhota ligger 200 meter över havet och hade 1 253 invånare 2006.

## Geografi
Terrängen runt Hroznová Lhota är platt åt nordväst, men åt sydost är den kuperad. Runt Hroznová Lhota är det ganska tätbefolkat, med 58 invånare per kvadratkilometer. Närmaste större samhälle är Veselí nad Moravou, som ligger 5,9 kilometer åt nordväst. Omgivningarna utgörs av en mosaik av jordbruksmark och naturlig växtlighet.